# Autoba sabulosa
Autoba sabulosa là một loài bướm đêm trong họ Erebidae.